# Caridonax fulgidus
El alción culiblanco (Caridonax fulgidus) es una especie de ave coraciforme de la familia Halcyonidae endémica de Indonesia. Es la única especie del género Caridonax.

## Distribución y hábitat
Se distribuye por la mayoría de las islas menores de la Sonda septentrionales. Su hábitat natural son las selvas húmedas.